# Rhododendron boninense
Rhododendron boninense är en ljungväxtart som beskrevs av Takenoshin Nakai. Rhododendron boninense ingår i släktet rododendron, och familjen ljungväxter. Inga underarter finns listade i Catalogue of Life.

## Bildgalleri

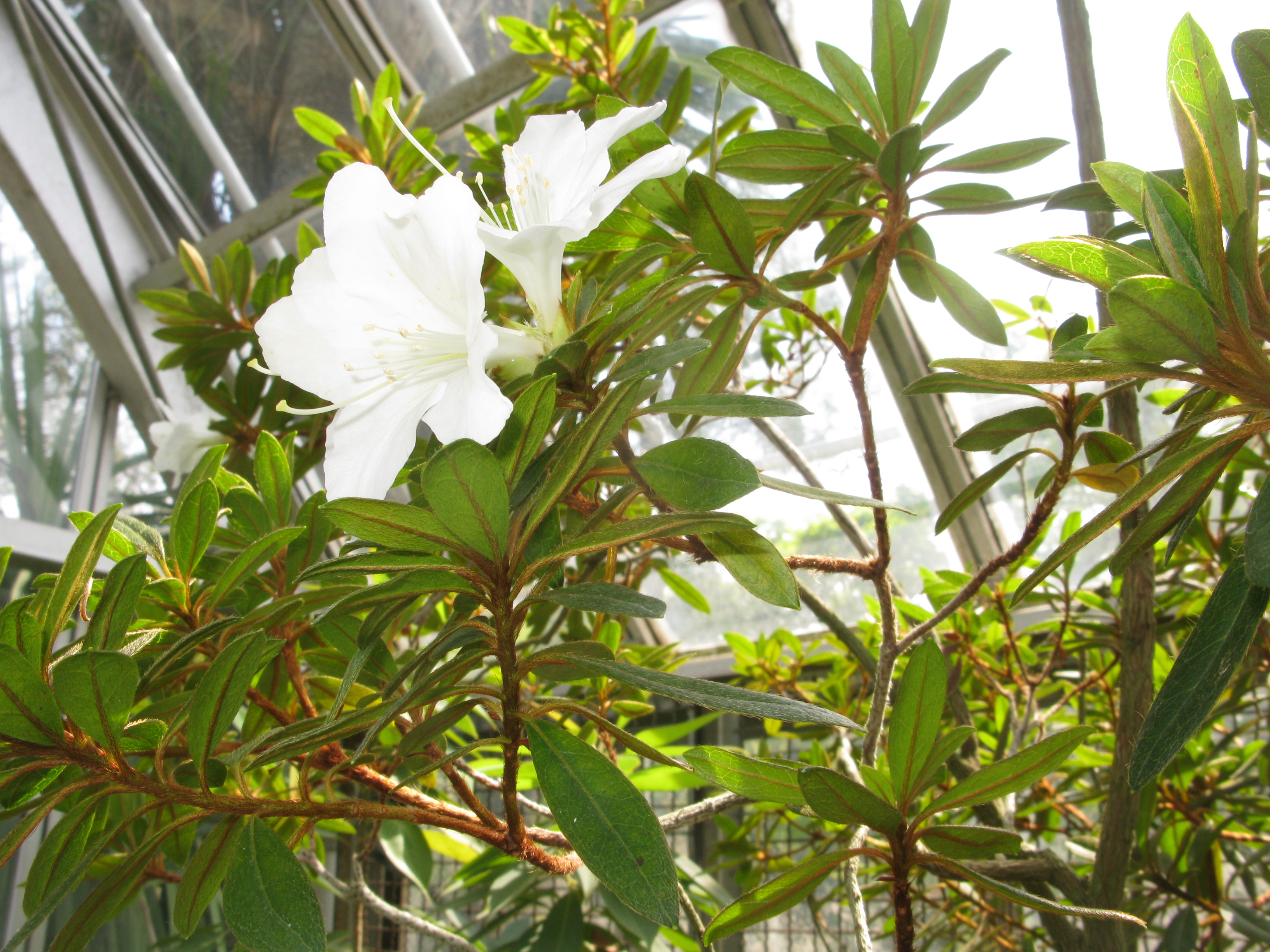